# Lac de Feneós
 (signalé en mai 2025).
Si vous disposez d'ouvrages ou d'articles de référence ou si vous connaissez des sites web de qualité traitant du thème abordé ici, merci de compléter l'article en donnant les références utiles à sa vérifiabilité et en les liant à la section « Notes et références ».
- Archive Wikiwix
- Bing
- Cairn
- DuckDuckGo
- E. Universalis
- Gallica
- Google
- G. Books
- G. News
- G. Scholar
- Persée
- Qwant
- (zh) Baidu
- (ru) Yandex
- (wd) trouver des œuvres sur Wikidata

Le lac de Feneós, en grec moderne : Λίμνη Φενεού est désormais une plaine de Corinthie dans le Péloponnèse en Grèce. À son maximum, le lac atteignait 192 km2. Les deux rivières de la vallée de Feneós, l'Ólvios et le Dóxas, n'ont pas pu trouver le chemin de la mer, de sorte que leurs eaux se sont déversées sur le plateau de Feneós. Au fil des ans, de grandes dolines se sont formées à l'extrémité sud du plateau, ce qui a permis de résoudre le problème de l'accumulation des eaux des deux rivières. Cependant, les dolines se refermaient parfois, entraînant la création progressive d'un marécage qui, à terme, se transformait en lac. 
Le lac de Feneós et les dolines étaient une source de mythes et d'histoires dans les temps anciens, soulignant ainsi leur rôle important dans la vie des habitants. De plus, le lac a provoqué de nombreux déplacements de population locale. Les gouffres ont été ouverts pour la dernière fois en 1897, ce qui a permis de drainer le lac et d'offrir aux habitants pauvres de grandes surfaces de terre à cultiver.

## Galerie

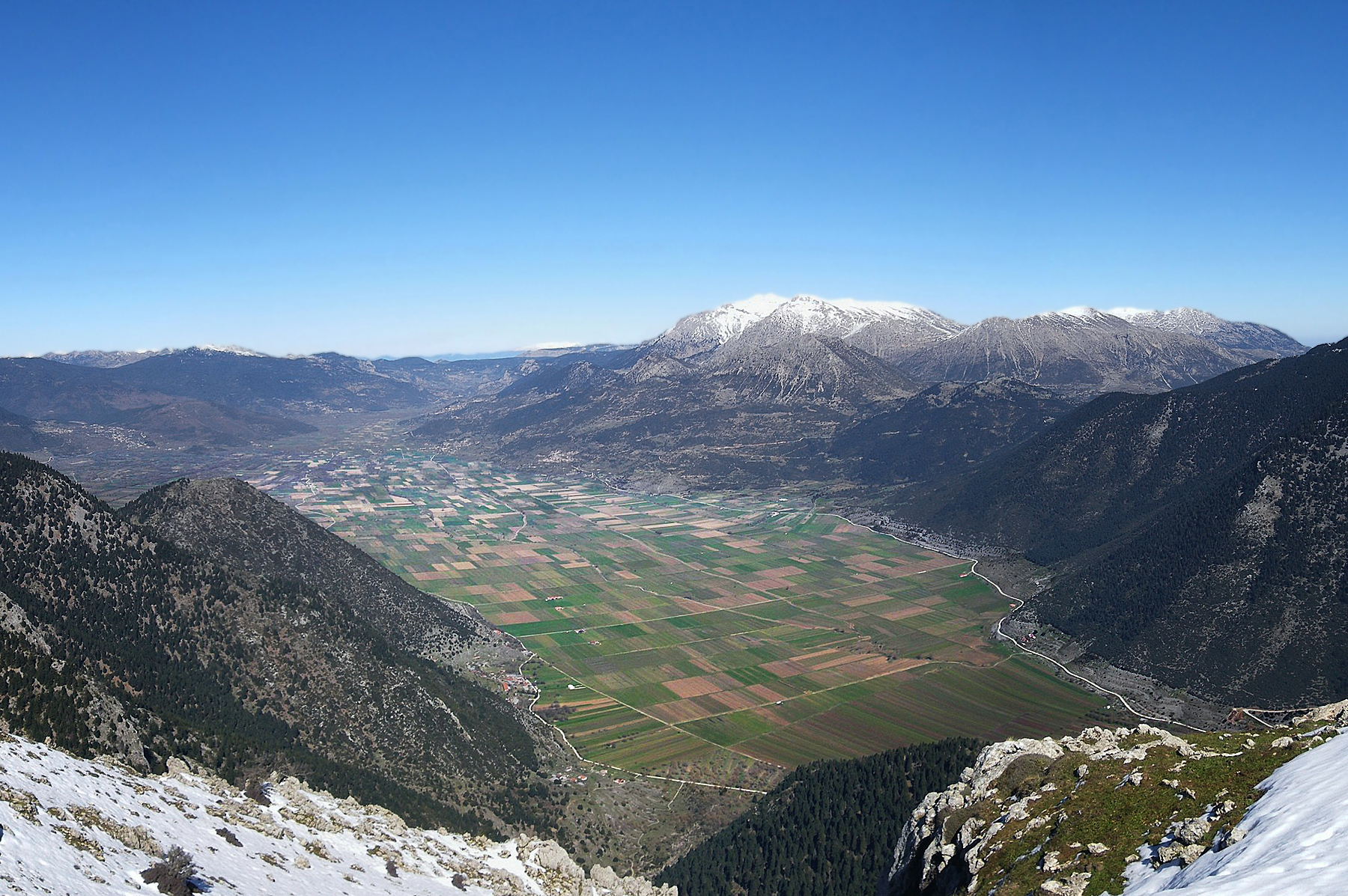
Le lac de Feneós est un plateau de Corinthie : tous les quatre à cinq ans, lorsque de grandes quantités d'eau s'accumulent ou se bloquent, il y a rétention d'eau. Lorsque la quantité d'eau sont trop importante, des lacs sont créés.
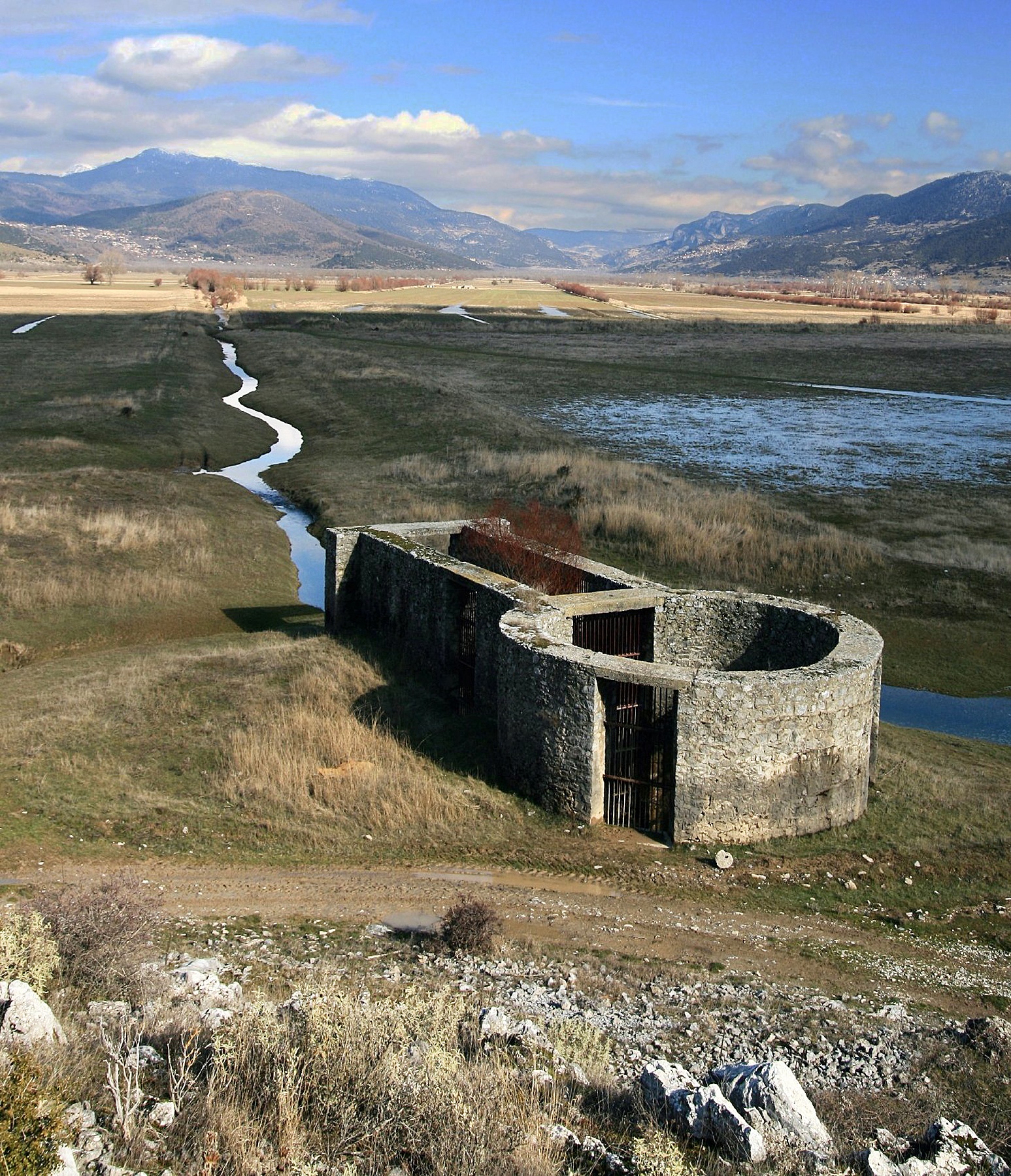
L'un des trois ponors du lac.
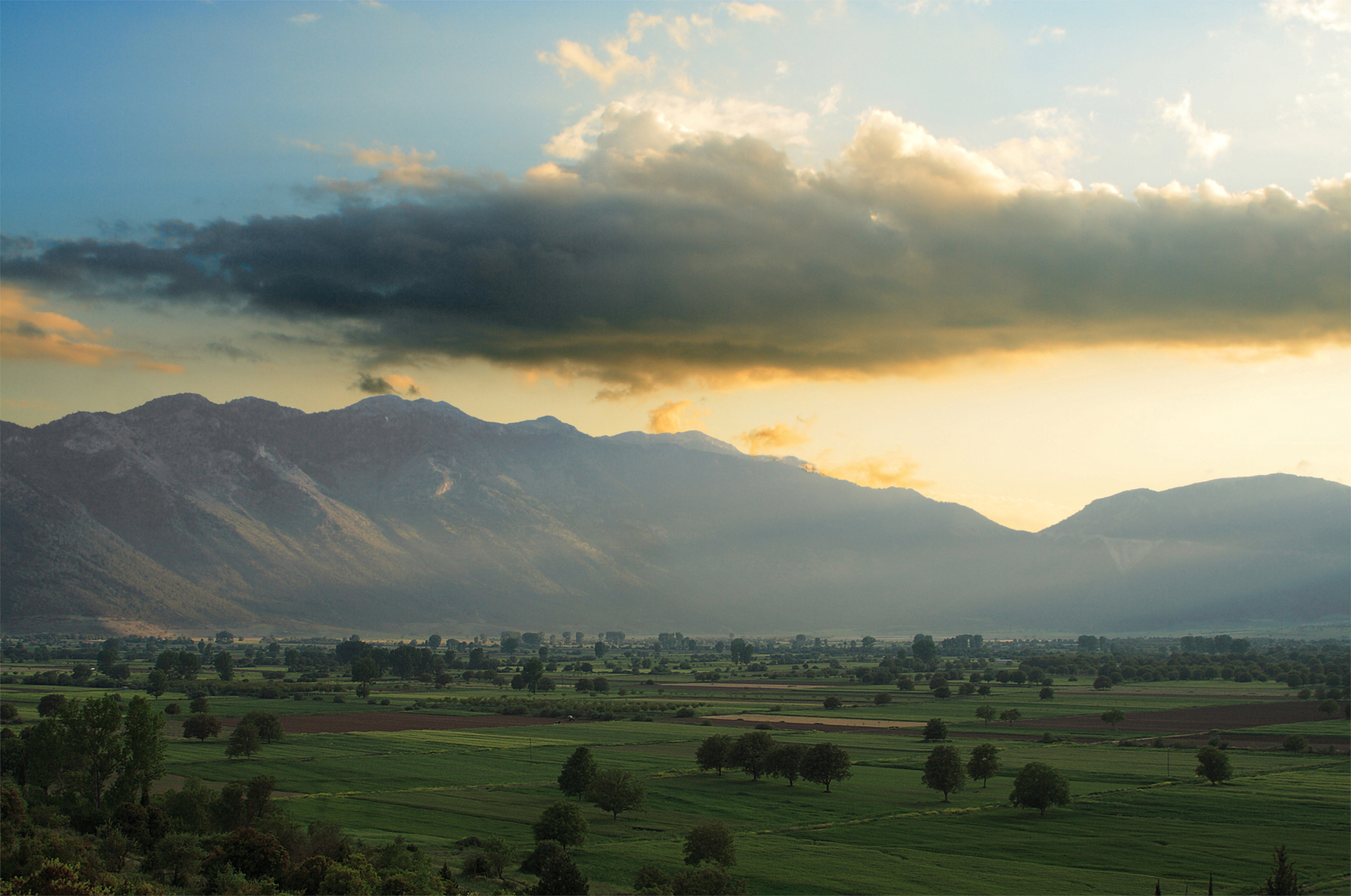
Le plateau de Feneós.